# 放課後の王様
放課後の王様（ほうかごのおうさま）は、セント・ギガで1995年4月23日から1996年3月30日まで放送されたラジオ放送枠、およびラジオ番組。
月 - 土曜日の帯ワイド番組枠として開始したが、1995年9月よりワイド番組枠としては終了し単独の帯番組となった。同時に開始し7月に吸収された日曜枠サンデー・バカボンについても説明する。

## 概要
「放課後の王様」「サンデー・バカボン」とも、BS有料ラジオ放送局のセント・ギガが任天堂との新事業となるサテラビュー向け無料データ放送との連動を目的に、1995年4月23日より毎日16:00 - 19:00へ設置した無料ラジオ放送枠「スーパーファミコンアワー」内で開始した。セント・ギガと契約することなくBS受信機のみで聴けたほか、サテラビューとスーパーファミコンをBS受信機に接続するとテレビゲームや内容を補完するデジタルマガジンを利用しながら聴くことができた。
4月23日に「放課後の王様」初回特番を放送し、翌24日からのレギュラー放送は月曜 - 土曜 16:00 - 19:00の帯ワイド番組枠として曜日別のパーソナリティによる番組を軸に複数の内包番組を挿入する編成とされた。4月30日より毎週日曜同時刻には2番組を内包した別枠「サンデー・バカボン」を開始した。
7月中旬に学校の夏休み期間へ合わせた夏休みの王様（なつやすみのおうさま）への改題とサンデー・バカボンの吸収、パーソナリティ交代などの大規模な改編がされ、9月には再改題と時間短縮・内包番組の独立を経て60分の単独帯番組となった。以降は10月の水曜パーソナリティ交代以外大きな変更はなく、1996年3月末まで放送された。
スーパーファミコンアワーではすべての番組でリスナーをプレーヤーと称し、ラジオネームを「プレーヤーネーム」と言い換えて紹介した。
データ放送で配信されたデジタルマガジンは、ラジオのコーナー説明・出演者や作品の紹介・宛先告知などの文章に、出演者などの写真やゲーム画面の実写取り込み・イメージイラストによる画像を添えたもので、プレーヤーから投稿されたメッセージ・写真・イラストが掲載されることもあった。ゲームやデジタルマガジンの一部はデータ放送運営時間12:00 - 翌日2:00のうち、ラジオ番組と連動のない時間帯にも放送された。

## パーソナリティ
火・木・土曜日を担当する爆笑問題をメインに、他曜日は各々別のパーソナリティが担当した。
| 期間           | 期間           | 月曜日              | 火曜日   | 水曜日                  | 木曜日   | 金曜日            | 土曜日   | 日曜日                                                                        |
| -------------- | -------------- | ------------------- | -------- | ----------------------- | -------- | ----------------- | -------- | ----------------------------------------------------------------------------- |
| 1995年4月24日  | 1995年7月16日  | 穴井夕子            | 爆笑問題 | しましまんず            | 爆笑問題 | S.O.S             | 爆笑問題 | サンデー・バカボン枠                                                          |
| 1995年7月17日  | 1995年9月2日   | 伊集院光 内海ゆたお | 爆笑問題 | しましまんず 鈴木紗理奈 | 爆笑問題 | 松本梨香 三重野瞳 | 爆笑問題 | 「狼が来た!!」 泉谷しげる・浜崎あゆみ 「サバチーチカレッジ」 タモリ・高頭なお |
| 1995年9月3日   | 1995年10月10日 | 伊集院光 内海ゆたお | 爆笑問題 | しましまんず 鈴木紗理奈 | 爆笑問題 | 松本梨香 三重野瞳 | 爆笑問題 | 放送枠解消                                                                    |
| 1995年10月11日 | 1996年3月30日  | 伊集院光 内海ゆたお | 爆笑問題 | 泉谷しげる 浜崎あゆみ   | 爆笑問題 | 松本梨香 三重野瞳 | 爆笑問題 | 放送枠解消                                                                    |

- 月 - 土曜日内包番組のパーソナリティは省略。
- パーソナリティのほかアシスタントを含む。
- S.O.Sは当番組企画による3人組女性ユニット。

### パーソナリティ別番組名
7月の改編までは各曜日メインパーソナリティ別に固有の番組名が付けられていた。
- 穴井夕子：あるプレーヤーの1日
- 爆笑問題：超メジャー - 爆笑問題が出演するゲーム『ワリオの森 爆笑バージョン』を放送。
- しましまんず：俺たち、誰?
- S.O.S：夢と冒険

夏休みの王様への改題・改編後は固有名を廃止し、各曜日の番組呼称は「（パーソナリティ名）の夏休みの王様」、さらに「（パーソナリティ名）の放課後の王様」となった。

## 内包番組
特番と枠解消前に終了した「ウチにおいでヨ!」を除き、1995年9月より単独番組となり1996年3月末まで継続した。
月 - 土曜日帯番組
- 「AK LIVE ヒットギャング」 - 音楽番組。枠解消に伴い9月より放送曜日を月 - 水曜に縮小。10月より日 - 水曜へ再拡大。
- 櫛田理子「ゲーム虎の大穴」 - ゲーム情報番組。
  - 4月24日 - 5月20日は放送開始特番としてスクウェア、アスキー、ハドソン、任天堂の各社特集を1週ごと順に放送[1][2][注釈 1]。
  - 夏休みの王様期間より「ゲーム虎の大穴スペシャル」へ改題し時間拡大。ハドソン、エニックス、スクウェア、任天堂の番組を内包[3][4]。
  - 枠解消に伴い9月より放送曜日を水 - 土曜に縮小。

月曜日
- 「UNDAKE30 鮫亀大作戦」 - ゲーム『鮫亀』の放送をはじめとしたハドソンのゲーム情報番組。開始時パーソナリティはウッチャンナンチャン[5]。直後に杉山佳寿子へ交代。

水曜日
- 穴井夕子 「ウチにおいでヨ!」 - 月曜メインパーソナリティより移動し7月19日開始[6]。8月30日終了[7]。

木曜日
- 細川ふみえ 「素敵に片想い」

金曜日
- 裕木奈江 「明日になれば…」 - 枠解消後の1995年11月よりゲーム『KONAEチャンのどきどきペンギン家族』を放送。

土曜日
- 内田有紀 「夕暮れストリートキッズ 」 - ホリ電機『ジグソーパーティー』の改変版となるジグソーパズルゲームを放送。プレーヤー公募によりゲームタイトルが『有紀のジグソーキッズ』となる。枠解消後の1996年2月よりゲームを間違い探し『有紀のWAIWAIキッズ』に変更。

日曜日
ゲームスペシャルを除き「サンデー・バカボン」枠で開始し、7月「夏休みの王様」への改題・改編とともに吸収。
- 泉谷しげる・浜崎あゆみ 「狼が来た!!」 - 9月再改題で枠から離脱したのち、10月11日に放課後の王様水曜へ移動・復帰。
- タモリ・高頭なお 「サバチーチカレッジ タモロス博士のサンデーゼミナール」- ゲーム『タモリのピクロス』を放送。9月再改題で枠から離脱。
- ゲームスペシャル - 夏休みの王様期間18：00 - 19：00 に設置の特番枠。
  - 「GAME POPS SUPER10 COUNT DOWN」- 7月23日放送の音楽番組。
  - 『BSゼルダの伝説』- 8月放送の音声連動ゲーム。

## 番組表

### 1995年4月 放送開始時
開始前公表の仮番組名は修正した。出典
| 時刻 | 時刻 | 月曜日                                        | 火曜日                               | 水曜日                                    | 木曜日                               | 金曜日                          | 土曜日                                | 日曜日                                            |
| 時刻 | 時刻 | 放課後の王様                                  | 放課後の王様                         | 放課後の王様                              | 放課後の王様                         | 放課後の王様                    | 放課後の王様                          | サンデー・バカボン                                |
| ---- | ---- | --------------------------------------------- | ------------------------------------ | ----------------------------------------- | ------------------------------------ | ------------------------------- | ------------------------------------- | ------------------------------------------------- |
| 16   | 00   | 16:00 月曜ワイド あるプレーヤーの1日 穴井夕子 | 16:00 火曜ワイド 超メジャー 爆笑問題 | 16:00 水曜ワイド 俺たち、誰? しましまんず | 16:00 木曜ワイド 超メジャー 爆笑問題 | 16:00 金曜ワイド 夢と冒険 S.O.S | 16:00 土曜ワイド 超メジャー 爆笑問題  | 16:00 日曜ワイド 狼が来た!! 泉谷しげる 浜崎あゆみ |
| 17   | 00   | 16:00 月曜ワイド あるプレーヤーの1日 穴井夕子 | 16:00 火曜ワイド 超メジャー 爆笑問題 | 16:00 水曜ワイド 俺たち、誰? しましまんず | 16:00 木曜ワイド 超メジャー 爆笑問題 | 16:00 金曜ワイド 夢と冒険 S.O.S | 16:00 土曜ワイド 超メジャー 爆笑問題  | 16:00 日曜ワイド 狼が来た!! 泉谷しげる 浜崎あゆみ |
| 17   | 30   | 17:30 UNDAKE30 鮫亀大作戦                     | 16:00 火曜ワイド 超メジャー 爆笑問題 | 16:00 水曜ワイド 俺たち、誰? しましまんず | 17:30 素敵に片想い 細川ふみえ        | 17:30 明日になれば… 裕木奈江    | 17:30 夕暮れストリートキッズ 内田有紀 | 16:00 日曜ワイド 狼が来た!! 泉谷しげる 浜崎あゆみ |
| 18   | 00   | 18:00 AK LIVE ヒットギャング                  | 18:00 AK LIVE ヒットギャング         | 18:00 AK LIVE ヒットギャング              | 18:00 AK LIVE ヒットギャング         | 18:00 AK LIVE ヒットギャング    | 18:00 AK LIVE ヒットギャング          | 18:00 サバチーチカレッジ タモリ 高頭なお          |
| 18   | 25   | 18:25 引き続き                                | 18:25 引き続き                       | 18:25 引き続き                            | 18:25 引き続き                       | 18:25 引き続き                  | 18:25 引き続き                        | 18:00 サバチーチカレッジ タモリ 高頭なお          |
| 18   | 25   | あるプレーヤーの1日                           | 超メジャー                           | 俺たち、誰?                               | 超メジャー                           | 夢と冒険                        | 超メジャー                            | 18:00 サバチーチカレッジ タモリ 高頭なお          |
| 18   | 30   | 18:30 ゲーム虎の大穴 櫛田理子                 | 18:30 ゲーム虎の大穴 櫛田理子        | 18:30 ゲーム虎の大穴 櫛田理子             | 18:30 ゲーム虎の大穴 櫛田理子        | 18:30 ゲーム虎の大穴 櫛田理子   | 18:30 ゲーム虎の大穴 櫛田理子         | 18:00 サバチーチカレッジ タモリ 高頭なお          |
| 18   | 40   | 18:40 引き続き                                | 18:40 引き続き                       | 18:40 引き続き                            | 18:40 引き続き                       | 18:40 引き続き                  | 18:40 引き続き                        | 18:00 サバチーチカレッジ タモリ 高頭なお          |
| 18   | 40   | あるプレーヤーの1日                           | 超メジャー                           | 俺たち、誰?                               | 超メジャー                           | 夢と冒険                        | 超メジャー                            | 18:00 サバチーチカレッジ タモリ 高頭なお          |

### 1995年8月 夏休みの王様
出典
| 時刻 | 時刻 | 月曜日                                                                                   | 火曜日                                                                                   | 水曜日                                                                                   | 木曜日                                                                                   | 金曜日                                                                                   | 土曜日                                                                                   | 日曜日                                   |
| 時刻 | 時刻 | 夏休みの王様                                                                             | 夏休みの王様                                                                             | 夏休みの王様                                                                             | 夏休みの王様                                                                             | 夏休みの王様                                                                             | 夏休みの王様                                                                             | 夏休みの王様                             |
| ---- | ---- | ---------------------------------------------------------------------------------------- | ---------------------------------------------------------------------------------------- | ---------------------------------------------------------------------------------------- | ---------------------------------------------------------------------------------------- | ---------------------------------------------------------------------------------------- | ---------------------------------------------------------------------------------------- | ---------------------------------------- |
| 16   | 00   | 16:00 夏休みの王様                                                                       | 16:00 夏休みの王様                                                                       | 16:00 夏休みの王様                                                                       | 16:00 夏休みの王様                                                                       | 16:00 夏休みの王様                                                                       | 16:00 夏休みの王様                                                                       | 16:00 狼が来た!! 泉谷しげる 浜崎あゆみ   |
| 16   | 00   | 伊集院光 内海ゆたお                                                                      | 爆笑問題                                                                                 | しましまんず 鈴木紗理奈                                                                  | 爆笑問題                                                                                 | 松本梨香 三重野瞳                                                                        | 爆笑問題                                                                                 | 16:00 狼が来た!! 泉谷しげる 浜崎あゆみ   |
| 16   | 20   | 伊集院光 内海ゆたお                                                                      | 爆笑問題                                                                                 | 16:20 ウチにおいでヨ! 穴井夕子                                                           | 16:20 素敵に片想い 細川ふみえ                                                            | 16:20 明日になれば… 裕木奈江                                                             | 16:20 夕暮れストリートキッズ 内田有紀                                                    | 16:00 狼が来た!! 泉谷しげる 浜崎あゆみ   |
| 16   | 50   | 伊集院光 内海ゆたお                                                                      | 爆笑問題                                                                                 | 16:50 引き続き 夏休みの王様                                                              | 16:50 引き続き 夏休みの王様                                                              | 16:50 引き続き 夏休みの王様                                                              | 16:50 引き続き 夏休みの王様                                                              | 16:00 狼が来た!! 泉谷しげる 浜崎あゆみ   |
| 17   | 00   | 伊集院光 内海ゆたお                                                                      | 爆笑問題                                                                                 |                                                                                          |                                                                                          |                                                                                          |                                                                                          | 17:00 サバチーチカレッジ タモリ 高頭なお |
| 17   | 20   | 17:20 AK LIVE ヒットギャング                                                             | 17:20 AK LIVE ヒットギャング                                                             | 17:20 AK LIVE ヒットギャング                                                             | 17:20 AK LIVE ヒットギャング                                                             | 17:20 AK LIVE ヒットギャング                                                             | 17:20 AK LIVE ヒットギャング                                                             | 17:00 サバチーチカレッジ タモリ 高頭なお |
| 17   | 50   | 17:50 引き続き 夏休みの王様                                                              | 17:50 引き続き 夏休みの王様                                                              | 17:50 引き続き 夏休みの王様                                                              | 17:50 引き続き 夏休みの王様                                                              | 17:50 引き続き 夏休みの王様                                                              | 17:50 引き続き 夏休みの王様                                                              | 17:00 サバチーチカレッジ タモリ 高頭なお |
| 17   | 50   |                                                                                          |                                                                                          |                                                                                          |                                                                                          |                                                                                          |                                                                                          | 17:00 サバチーチカレッジ タモリ 高頭なお |
| 18   | 00   | 18:00 ゲーム虎の大穴スペシャル 櫛田理子                                                  | 18:00 ゲーム虎の大穴スペシャル 櫛田理子                                                  | 18:00 ゲーム虎の大穴スペシャル 櫛田理子                                                  | 18:00 ゲーム虎の大穴スペシャル 櫛田理子                                                  | 18:00 ゲーム虎の大穴スペシャル 櫛田理子                                                  | 18:00 ゲーム虎の大穴スペシャル 櫛田理子                                                  | 18:00 ゲームスペシャル BSゼルダの伝説    |
| 18   | 00   | お買い物情報                                                                             | 新作ソフト                                                                               | 何でもQ&A                                                                                | ファミマガランキング                                                                     | ファミ通町内会出張版                                                                     | ちょいにがスペシャル                                                                     | 18:00 ゲームスペシャル BSゼルダの伝説    |
| 18   | 20   | 18:20 ソフトハウスアワー                                                                 | 18:20 ソフトハウスアワー                                                                 | 18:20 ソフトハウスアワー                                                                 | 18:20 任天堂アワー                                                                       | 18:20 任天堂アワー                                                                       | 18:20 任天堂アワー                                                                       | 18:00 ゲームスペシャル BSゼルダの伝説    |
| 18   | 20   | ハドソン UNDAKE30 鮫亀大作戦                                                             | エニックス 夏休みDQスペシャル                                                            | スクウェア FFクラブ                                                                      | ワリオの森 パーフェクトガイド                                                            | サテラQ                                                                                  | わいわいチェック                                                                         | 18:00 ゲームスペシャル BSゼルダの伝説    |
| 18   | 40   | 18:40 引き続き ゲーム虎の大穴スペシャル ゲームフリークス、サテラビューボイスステーション | 18:40 引き続き ゲーム虎の大穴スペシャル ゲームフリークス、サテラビューボイスステーション | 18:40 引き続き ゲーム虎の大穴スペシャル ゲームフリークス、サテラビューボイスステーション | 18:40 引き続き ゲーム虎の大穴スペシャル ゲームフリークス、サテラビューボイスステーション | 18:40 引き続き ゲーム虎の大穴スペシャル ゲームフリークス、サテラビューボイスステーション | 18:40 引き続き ゲーム虎の大穴スペシャル ゲームフリークス、サテラビューボイスステーション | 18:00 ゲームスペシャル BSゼルダの伝説    |
| 18   | 40   |                                                                                          |                                                                                          |                                                                                          |                                                                                          |                                                                                          |                                                                                          | 18:00 ゲームスペシャル BSゼルダの伝説    |

### 1995年10月 単独番組転換後
枠解消による単独番組への転換後かつ水曜パーソナリティ交代後。枠解消で独立した番組などスーパーファミコンアワーの他番組も掲載した。出典
| 時刻 | 時刻 | 月曜日                               | 火曜日                            | 水曜日                                              | 木曜日                                              | 金曜日                                              | 土曜日                                  | 日曜日                                             |
| ---- | ---- | ------------------------------------ | --------------------------------- | --------------------------------------------------- | --------------------------------------------------- | --------------------------------------------------- | --------------------------------------- | -------------------------------------------------- |
| 16   | 00   | 16:00 放課後の王様                   | 16:00 放課後の王様                | 16:00 放課後の王様                                  | 16:00 放課後の王様                                  | 16:00 放課後の王様                                  | 16:00 放課後の王様                      | 16:00 サバチーチカレッジ タモリ 高頭なお           |
| 16   | 00   | 伊集院光 内海ゆたお                  | 爆笑問題                          | 泉谷しげる 浜崎あゆみ                               | 爆笑問題                                            | 松本梨香 三重野瞳                                   | 爆笑問題                                | 16:00 サバチーチカレッジ タモリ 高頭なお           |
| 17   | 00   | 17:00 AK LIVE ヒットギャング         | 17:00 AK LIVE ヒットギャング      | 17:00 AK LIVE ヒットギャング                        | 17:00 素敵に片想い 細川ふみえ                       | 17:00 明日になれば… 裕木奈江                        | 17:00 夕暮れストリートキッズ 内田有紀   | 17:00 AK LIVE ヒットギャング                       |
| 17   | 30   | 17:30 UNDAKE30 鮫亀大作戦 杉山佳寿子 | 17:30 スクウェアまがじん 平松広和 | 17:30 ゲーム虎の大穴スペシャル 櫛田理子             | 17:30 ゲーム虎の大穴スペシャル 櫛田理子             | 17:30 ゲーム虎の大穴スペシャル 櫛田理子             | 17:30 ゲーム虎の大穴スペシャル 櫛田理子 | 17:30 きいてるランド情報局 メグ （提供：ベネッセ） |
| 17   | 30   | 17:30 UNDAKE30 鮫亀大作戦 杉山佳寿子 | 17:30 スクウェアまがじん 平松広和 | エニックス情報局                                    |                                                     |                                                     |                                         | 17:30 きいてるランド情報局 メグ （提供：ベネッセ） |
| 18   | 00   | 18:00 BSゼルダの伝説（再）           | 18:00 BSゼルダの伝説（再）        | 18:00 BPS Presents All Japan Super Bombliss Cup '95 | 18:00 BPS Presents All Japan Super Bombliss Cup '95 | 18:00 BPS Presents All Japan Super Bombliss Cup '95 | 18:00 BSゼルダの伝説（再）              |                                                    |
| 18   | 20   | 18:00 BSゼルダの伝説（再）           | 18:00 BSゼルダの伝説（再）        | 18:00 BPS Presents All Japan Super Bombliss Cup '95 | 18:00 BPS Presents All Japan Super Bombliss Cup '95 | 18:00 BPS Presents All Japan Super Bombliss Cup '95 | 18:00 BSゼルダの伝説（再）              | 18:20 わいわいでQ ギャラクター石井                 |

## 番組の変遷

### 1995年
- 4月23日
  - 16:00より初回特番 放課後の王様スペシャルをデータ放送サービス本放送とともに開始。パーソナリティは爆笑問題、しましまんずほか[14]。
  - データ放送ではデジタルマガジンのほか、ジグソーパズルゲーム、『ワリオの森 爆笑バージョン』『タモリのピクロス』『鮫亀』を放送。
- 4月24日
  - 放課後の王様 レギュラー放送開始。放送日時は月 - 土曜 スーパーファミコンアワー全時間枠の16:00 - 19:00。月曜は穴井夕子、火・木・土曜は爆笑問題、水曜はしましまんず、金曜はS.O.Sがパーソナリティを担当。
- 4月30日
  - サンデー・バカボン開始。毎週日曜16:00 - 19:00。内包番組は2時間番組「狼が来た!!」、1時間番組「サバチーチカレッジ タモロス博士のサンデーゼミナール」

- 7月17日 - 23日
  - 放課後の王様が夏休みの王様へ改題[15]し、サンデー・バカボン枠を吸収[16]。
    - 曜日別パーソナリティ枠は内包番組含む16:00 - 18：00の2時間に短縮。月 - 土曜日メインパーソナリティの固有番組名を廃止。
    - 日曜16:00 - 18:00「狼が来た!」が2時間から1時間へ短縮し、「サバチーチカレッジ」が18:00より1時間繰り上げ17:00に移動。
    - 月 - 土曜日18:00 - 19:00がゲーム会社によるゲーム情報番組や連動ゲーム枠を内包した「ゲーム虎の大穴スペシャル」となり2部制化。事実上独立。日曜日は特番枠「ゲームスペシャル」となる。

  - 月曜パーソナリティが伊集院光・内海ゆたおに交代[15]。→伊集院光の放課後の王様
  - 水曜パーソナリティに鈴木紗理奈が加入。
  - 水曜内包番組 穴井夕子「ウチにおいでヨ!」開始。
  - 金曜パーソナリティが松本梨香・三重野瞳に交代。

- 8月6日
  - 夏休みの王様特番として、ラジオ番組とデータ放送のゲームを融合させた1時間限定の音声連動ゲーム『BSゼルダの伝説』を18:00より放送開始[17]。27日まで毎週日曜同時刻に全4話放送。
- 8月30日
  - 「ウチにおいでヨ!」終了[7]。

- 9月1日
  - 放課後の王様へ再改題[18]。日曜が枠から外れる。
- 9月4日
  - 3時間のワイド番組枠から16:00 - 17:00の60分単独帯番組へ転換。放送枠としては終了。
  - 内包番組のうちパーソナリティ枠の番組は17:00 - 17:30枠に、ゲーム情報番組は17:30 - 18:00枠へ移動・独立。

- 10月4日
  - 水曜パーソナリティのしましまんず・鈴木紗理奈による放送最終回。
- 10月11日
  - 水曜パーソナリティが日曜より移動の泉谷しげる・浜崎あゆみに交代[19]。

### 1996年
- 3月25日
  - 伊集院光・内海ゆたおの月曜版終了。翌年度の後継番組は日曜1:00 - 2:00「伊集院光の怪電波発信基地」。
- 3月27日
  - 泉谷しげる・浜崎あゆみの水曜版終了。
- 3月29日
  - 松本梨香・三重野瞳の金曜版終了。
- 3月30日
  - 爆笑問題の土曜版をもって番組終了。翌年度の後継番組は土曜18:00 - 19:00「爆笑問題のシリコン町内会」。